# Kínai női vízilabda-válogatott
A kínai női vízilabda-válogatott Kína nemzeti csapata, melyet a Kínai Úszó-szövetség irányít.
A válogatott legjobb eredményei a 2011-es hazai világbajnokságon elért ezüstérem, valamint a 2013-as világliga-győzelem.

## Eredmények

### Olimpiai játékok
- 2008 – 5. hely
- 2012 – 5. hely
- 2016 – 7. hely
- 2020 – 8. hely
- 2024 - 10. hely

### Világbajnokság
- 2005 – 16. hely
- 2007 – 14. hely
- 2009 – 11. hely
- 2011 –  Ezüst
- 2013 – 9. hely
- 2015 – 5. hely
- 2017 – 10. hely
- 2019 – 11. hely
- 2022 – Visszalépett
- 2023 – 13. hely
- 2024 – 10. hely
- 2025 – 9. hely

### Világkupa
- 2006 – 8. hely
- 2010 –  Bronz
- 2014 – 4. hely
- 2018 – 5. hely
- 2023 – Nem jutott ki

### Világliga
- 2007 – 6. hely
- 2008 – 5. hely
- 2009 – 5. hely
- 2010 – 5. hely
- 2011 – 4. hely
- 2012 – 4. hely
- 2013 –  Arany
- 2014 – 4. hely
- 2015 – 4. hely
- 2016 – 4. hely
- 2017 – 6. hely
- 2018 – 6. hely
- 2019 – 8. hely
- 2020 – Nem jutott ki
- 2022 – Nem jutott ki